# Annette Bening
Annette Carol Bening (Topeka, 29 de maio de 1958) é uma atriz norte-americana conhecida por seu trabalho em filmes como Bugsy (1991) e American Beauty (1999).

## Biografia
Annette nasceu no Texas e mudou-se com a família de sua cidade natal para Wichita em 1959, onde ela e os três irmãos, Jane, Bradley e Byron, passaram o começo da infância. Em 1965 seu pai conseguiu um emprego numa companhia de seguros em San Diego na Califórnia, a família mudou-se de novo e Annette entrou para a escola secundária onde começou a atuar como atriz, fazendo o papel principal da peça A Noviça Rebelde.
Em San Diego, entre seus estudos de drama, ela passou um ano trabalhando num navio de cruzeiro como cozinheira, onde jogava restos de peixe no Oceano Pacífico e praticava mergulho para relaxar, após o se formou em artes dramáticas na Universidade Estadual de San Francisco. Juntou-se à companhia de atores do American Conservatory Theater enquanto estudava teatro e neste período se revelou uma atriz de grande talento dramático em papéis como o de Lady Macbeth.

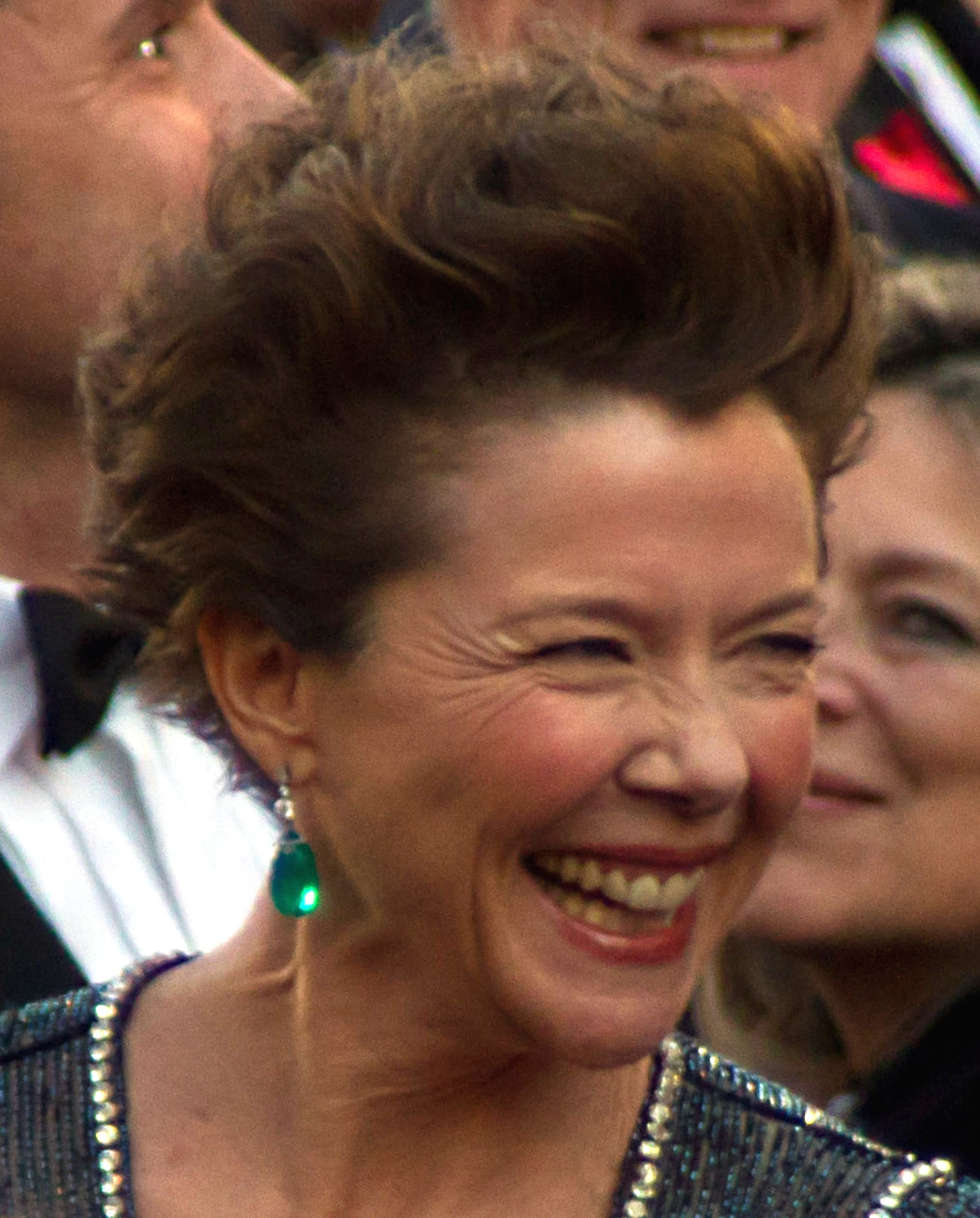
Annette no Oscar 2011.

Em 1985, ela e seu primeiro marido, um coreógrafo, se mudaram para Denver, no Colorado, onde Annette trabalhou no Festival de Sheakespeare na cidade próxima de Boulder. Divorciada no ano seguinte, foi para Nova Iorque em busca de novos horizontes profissionais e começou a atuar em peças off-Broadway e num filme para televisão até conseguir o papel que marcaria sua entrada no cinema pela porta da frente, a Marquesa de Merteuil em Valmont - Uma História de Seduções (1989) do premiado diretor Milos Forman.
Seu próximo trabalho, Os Imorais, com Anjelica Huston, John Cusack e dirigido por Stephen Frears, foi um grande sucesso de crítica e a levaria à fama e a uma indicação ao Oscar de melhor atriz coadjuvante em 1990. No ano seguinte seria a atriz principal de Bugsy, contracenando com Warren Beatty, com quem teve um romance secreto durante as filmagens e acabaria se casando no ano seguinte, numa relação que dura até hoje e lhes deu quatro filhos.
Nos anos 90, grávida várias vezes, Annette não trabalhou muito e chegou a perder o papel de Mulher Gato em Batman, o Retorno para Michelle Pfeiffer por causa disso, mas em 1998 recebeu US$ 3 milhões para participar do filme de ação e terrorismo Nova Iorque Sitiada com Denzel Washington e Bruce Willis e em 1999 fez o seu filme mais popular, Beleza Americana, pelo qual concorreu ao Oscar.
Em 2004, o talento de Bening seria finalmente reconhecido com o Globo de Ouro de Melhor Atriz conquistado em Adorável Julia, o filme baseado na peça de W. Somerset Maugham.
Em maio de 2018 foi escalada para interpretar dois personagens, no filme Capitã Marvel, tanto como  a cientista Kree Mar-vell como também a Inteligência Suprema Kree. Capitã Marvel será o décimo primeiro filme do Universo Cinematográfico da Marvel, e sua data de estreia está marcada para março de 2019.

## Prêmios e Indicações
| Ano  | Filme                             | Prêmio                                                             | Resultado |
| ---- | --------------------------------- | ------------------------------------------------------------------ | --------- |
| 1990 | The Grifters                      | Oscar de Melhor Atriz Coadjuvante                                  | Indicado  |
| 1990 | The Grifters                      | BAFTA de Melhor Atriz Coadjuvante                                  | Indicado  |
| 1990 | The Grifters                      | Chicago Film Critics Association Award de Melhor Atriz Coadjuvante | Indicado  |
| 1991 | Bugsy                             | Golden Globe Award de Melhor Atriz - Drama                         | Indicado  |
| 1991 | Bugsy                             | Chicago Film Critics Association Award de Melhor Atriz             | Indicado  |
| 1995 | The American President            | Golden Globe Award de Melhor Atriz - Comédia ou Musical            | Indicado  |
| 1999 | American Beauty                   | Oscar de Melhor Atriz                                              | Indicado  |
| 1999 | American Beauty                   | BAFTA de Melhor Atriz                                              | Venceu    |
| 1999 | American Beauty                   | Chicago Film Critics Association Award de Melhor Atriz             | Indicado  |
| 1999 | American Beauty                   | Golden Globe Award de Melhor Atriz - Drama                         | Indicado  |
| 1999 | American Beauty                   | London Film Critics' Circle Award de Melhor Atriz                  | Venceu    |
| 1999 | American Beauty                   | Satellite Award de Melhor Atriz - Drama                            | Indicado  |
| 1999 | American Beauty                   | Screen Actors Guild Award de Melhor Atriz                          | Venceu    |
| 1999 | American Beauty                   | Screen Actors Guild Award de Melhor Elenco                         | Venceu    |
| 2004 | Being Julia                       | Oscar de Melhor Atriz                                              | Indicado  |
| 2004 | Being Julia                       | Critics' Choice Movie Award de Melhor Atriz                        | Indicado  |
| 2004 | Being Julia                       | Golden Globe Award de Melhor Atriz - Comédia ou Musical            | Venceu    |
| 2004 | Being Julia                       | London Film Critics' Circle Award de Melhor Atriz                  | Indicado  |
| 2004 | Being Julia                       | National Board of Review de Melhor Atriz                           | Venceu    |
| 2004 | Being Julia                       | Satellite Award de Melhor Atriz - Comédia ou Musical               | Venceu    |
| 2004 | Being Julia                       | Screen Actors Guild Award de Melhor Atriz                          | Indicado  |
| 2005 | Mrs. Harris                       | Primetime Emmy Award de Melhor Atriz - Minissérie ou Filme         | Indicado  |
| 2005 | Mrs. Harris                       | Golden Globe Award de Melhor Atriz - Minissérie ou Filme           | Indicado  |
| 2005 | Mrs. Harris                       | Satellite Award de Melhor Atriz - Minissérie ou Filme              | Indicado  |
| 2005 | Mrs. Harris                       | Screen Actors Guild Award de Melhor Atriz - Minissérie ou Filme    | Indicado  |
| 2006 | Running with Scissors             | Golden Globe Award de Melhor Atriz - Comédia ou Musical            | Indicado  |
| 2006 | Running with Scissors             | Satellite Award de Melhor Atriz - Comédia ou Musical               | Indicado  |
| 2010 | The Kids Are All Right            | Oscar de Melhor Atriz                                              | Indicado  |
| 2010 | The Kids Are All Right            | BAFTA de Melhor Atriz                                              | Indicado  |
| 2010 | The Kids Are All Right            | Chicago Film Critics Association Award de Melhor Atriz             | Indicado  |
| 2010 | The Kids Are All Right            | Critics' Choice Movie Award de Melhor Atriz                        | Indicado  |
| 2010 | The Kids Are All Right            | Golden Globe Award de Melhor Atriz - Comédia ou Musical            | Venceu    |
| 2010 | The Kids Are All Right            | Independent Spirit Award de Melhor Atriz                           | Indicado  |
| 2010 | The Kids Are All Right            | London Film Critics' Circle Award de Melhor Atriz                  | Venceu    |
| 2010 | The Kids Are All Right            | Satellite Award de Melhor Atriz - Comédia ou Musical               | Indicado  |
| 2010 | The Kids Are All Right            | Screen Actors Guild Award de Melhor Atriz                          | Indicado  |
| 2010 | The Kids Are All Right            | Screen Actors Guild Award de Melhor Elenco                         | Indicado  |
| 2017 | 20th Century Women                | Globo de Ouro de melhor atriz em comédia ou musical                | Indicado  |
| 2017 | 20th Century Women                | Critics' Choice Movie Award de Melhor Atriz                        | Indicado  |
| 2018 | Film Stars Don't Die in Liverpool | BAFTA de Melhor Atriz                                              | Indicado  |
| 2020 | The Report                        | Globo de Ouro de melhor atriz coadjuvante em cinema                | Indicado  |
| 2024 | Nyad                              | Oscar de melhor atriz                                              | Indicado  |
| 2024 | Nyad                              | Globo de Ouro de melhor atriz em filme dramático                   | Indicado  |
| 2024 | Nyad                              | SAG Award de melhor atriz principal                                | Indicado  |